# Eurosia metaphaeola
Eurosia metaphaeola là một loài bướm đêm thuộc phân họ Arctiinae, họ Erebidae.